# (16648) Hossi
(16648) Hossi este o planetă minoră (asteroid) din centura de asteroizi. A fost descoperită pe 17 septembrie 1993 la Observatorul La Silla de Eric Walter Elst și a fost numită după Sabine Hossenfelder⁠(d). 
Obiectul prezintă o orbită caracterizată de o semiaxă mare de 2,3137797 UAi, o excentricitate de 0,11, o înclinație de 4,29692 ° în raport cu ecliptica.